# Orbit Books
Orbit Books — международный издатель, специализирующийся на выпуске произведений в жанре научной фантастики и фэнтези. Компания была основана в 1974 году как часть издательского дома «Macdonald Futura». В 1992 году материнская компания была продана американскому издателю Little, Brown and Company, который, в то время, был частью корпорации «Time Warner Book Group».
В 1997 году Orbit выкупила у компании «Random House» импринт «Legend», использовавшийся для публикации комиксов. Впоследствии, импринт был интегрирован в структуру Orbit Books.
В 2006 году материнская компания Little, Brown была продана французской издательской группе Hachette Livre. Тогда же было объявлено, что Orbit Books проведёт международную экспансию и откроет свои импринты в США и Австралии. Тим Холман, издательский директор Orbit, переехал в Нью-Йорк для создания Orbit US, как импринта «Hachette Book Group USA». В июне 2007 года Orbit объявили о назначении Бернадетт Фоли издателем Orbit Australia, как импринта «Hachette Livre Australia».
В 2013 и 2014 году авторы Orbit Books, Ким Стенли Робинсон и Энн Леки, получили престижную премию «Небьюла» за свои романы 2312 и Служанка правосудия.